# Vogelpark Olching
Koordinaten: 48° 12′ 31″ N, 11° 19′ 19″ O
Der Vogelpark Olching liegt 20 km westlich von München. Auf 20.000 m² bewirtschafteter Fläche und 18.000 m² unberührtem Auwald befinden sich 38 Volieren mit 500 Vögeln aus 150 Arten, unter anderem Pelikane, Emus, Keas, Tukane, Eulenschwalme, Gelbkopfkarakaras, Motmots, Riesenseeadler und verschiedene weitere Papageienarten.

## Anlage

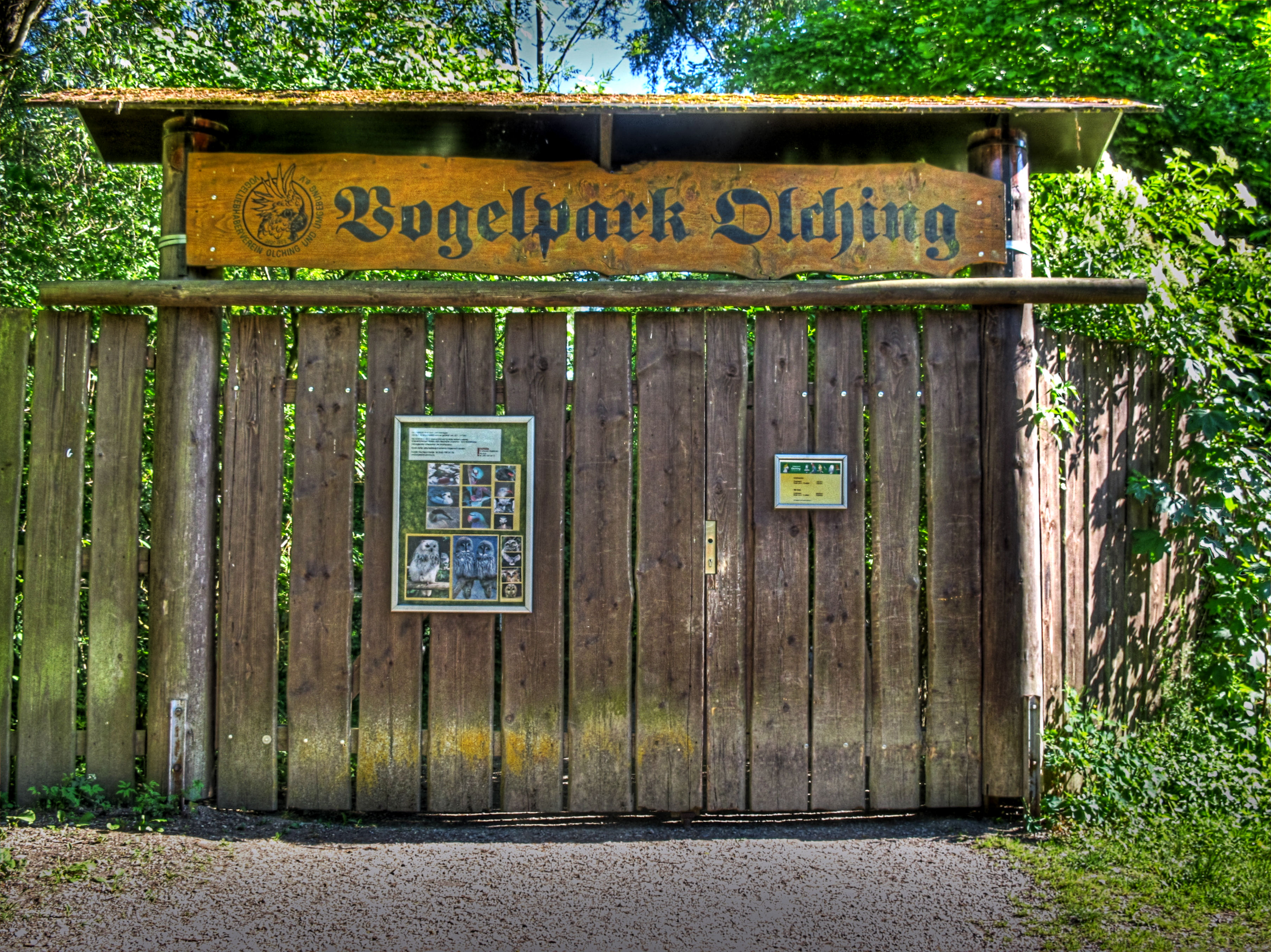
Haupteingang an der Amper

Ein besonderes Merkmal des Vogelparks sind die naturnahen Anlagen inmitten der Amperauen. Alle Volieren sind dicht bepflanzt, um den Vögeln Rückzugsmöglichkeiten zu bieten. Alle Teichanlagen im Park werden vom Flusswasser durchströmt. Der hintere Teil des Parks ist ein dichter Auwald und dient als Rückzugsgebiet für zahlreiche Wildvögel; dieser Bereich ist abgegrenzt und für die Besucher nicht zugänglich.
Die Unberührtheit des angrenzenden Naturschutzgebietes der Amperauen zieht viele seltene einheimische Vögel wie Eisvögel und Pirole an. Im Parkgelände sind 40 Nisthöhlen angebracht, die zusätzlich Raum für den Nachwuchs bieten. Zudem ziehen jedes Jahr Gänse und Entenpaare ihre Jungen im und rund um den Park auf.
Abgegrenzt von den Vogelanlagen ist neben einem Biergarten auch ein Spielplatz vorhanden. Betreiber des Parks ist der gemeinnützige Vogelliebhaberverein Olching und Umgebung e. V.

## Geschichte

Sonnensittiche

Der Verein existiert seit 1968 und hat etwa 155 passive Mitglieder. 15 aktive Mitglieder erhalten und pflegen den Park in ihrer Freizeit.
Da die Vereinsmitglieder ihre Tiere artgerecht halten wollten, entschlossen sie sich, einen eigenen Vogelpark mit großen Volieren und viel Platz für die Vögel aufzubauen. Seit 1982 ist der Vogelpark für Besucher geöffnet, inzwischen werden mehr als 100 Führungen pro Jahr für Kindergärten, Schulklassen und Erwachsenengruppen durchgeführt.
Der Vogelpark konnte sich aufgrund zahlreicher Erfolge bei den Nachzuchten insbesondere seltener Vogelarten einen Namen unter Züchtern und zoologischen Einrichtungen machen. Einige Zuchterfolge sind unter anderem der Eulenschwalm (erfolgreichste Nachzucht Deutschlands), die Zwergscharbe (Welt- bzw. europäische Erstnachzucht). Viele Vögel im Park sind daher meist eigene Nachzuchten.
Überzählige Nachzuchten des Parks werden meist mit anderen zoologischen Institutionen oder Privatpersonen ausgetauscht. Verkäufe der Tiere sind nicht vorgesehen.

## Tierbestand und Zuchterfolge
- 33 Arten von Greifvögeln und Eulen (vor allem tropische), somit die größte Artenvielfalt Süddeutschlands
- 4 Vogelarten gibt es deutschlandweit nur im Vogelpark Olching
- 4 Vogelarten gibt es europaweit nur im Vogelpark Olching
- 3 Vogelarten gibt es weltweit nur im Vogelpark Olching
- 2012 deutsche Zoo-Erstnachzucht bei den Sprenkelkäuzen, seitdem sind mehr als 20 Jungvögel im Vogelpark aufgewachsen
- 3 Generationen Rotfuß-Seriemas (Cariama cristata), alle in Naturbrut aufgewachsen
- 30 junge Eulenschwalme sind von 2017 bis 2024 im Vogelpark Olching aufgewachsen, dies stellt die erfolgreichste Zucht von Eulenschwalmen in einem Zoo dar
- 2017 deutsche Zoo-Erstnachzucht bei den Gelbkopfkarakaras, seither bis 2024 insgesamt 10 Jungvögel
- 2017 erste Nachzucht bei den Rotflügelbrachschwalben in Deutschland seit 25 Jahren
- 2017 deutsche Zoo-Erstnachzucht bei den Schakalbussarden, seither bis 2024 insgesamt 7 Jungvögel
- 2018 erste europäische, möglicherweise sogar Welterstnachzucht der Zwergscharbe (Microcarbo pygmaeus)
- 8 Gelbkopfgeiernachzuchten von 2019 bis 2024 (Stand 2025 einziges Zuchtpaar in Deutschland)
- 2021 europäische Zoo-Erstnachzucht beim Anden-Aplomadofalken